# Бурышкин, Давид Петрович
Давид Петрович (Пейсахович) Бурышкин (1 мая 1890, Одесса — 5 июня 1959, Ленинград) — советский архитектор.

## Биография
Родился 1 мая (по старому стилю) 1907 года в Одессе в семье острожского мещанина Пейсаха Бениаминовича (Беньюминовича) Бурышкина (?—1922) и Суры Бурышкиной. 
Окончил Одесское художественное училище, затем Высшее художественное училище при Императорской Академии художеств (1916).
С 1934 по 1939 работал в Ленпроекте; после чего до 1958 года занимал пост главного архитектора Краснознамённого Балтийского флота.
Похоронен на Преображенском еврейском кладбище рядом с женой Т. Б. Грунес-Бурышкиной (1895—1967).

## Семья
- Брат — Ицхок (Исаак) Пейсахович Бурышкин (с 1926 года — Александр Петрович Бурышкин; 20 августа 1901 — после 1979)[4], ленинградский архитектор и гражданский инженер[5], работал в Промстройпроекте (1926—1935), в 1936—1941 годах — главный архитектор Гипроникеля, военинженер 2-го ранга[8], в послевоенные годы главный архитектор ЛенНИИГипрохим. Совместно с братом выполнил проект здания Лужского железнодорожного вокзала и Кировской теплоэлектростанции, самостоятельно — здания на территории сталепрокатного завода (включавшие заводоуправление и столовую для работников) на угловом участке 25-ой и Косой линий, опытно-экспериментальный корпус института ЛенНииГипрохим (1979), производственную базу в Красном Селе (1971), химические заводы в Тольятти (1963) и Алаверди (1962), профилакторий завода «Красный химик» в деревне Лимузи (1972)[9].
- У него была также сестра Ривка (9 февраля 1899)[10].

## Проекты и постройки
- Артистический клуб на Греческой ул. в Одессе (1915 г.)
- Доходный дом И. Е. Кузнецова (Петроград, Загородный просп.,21; соавторы — А. В. Розенберг и Б. М. Великовский)
- Фабричное отделение спичечной фабрики им. тов. Ленина в селе Грузино Новгородской губ. (1924; соавтор Н. Д. Каценеленбоген)
- Пожарное депо Московско-Заставской части у Московских ворот в Ленинграде (построено в 1925 г.)
- Дом культуры в Ломанском переулке в Ленинграде (1926)
- Театр и клуб в Екатеринославе (1925 г.; конкурс; 1-я премия; соавтор Н. А. Троцкий)
- Жилой квартал на Кондратьевском пр. в Ленинграде (соавторы: Л. М. Тверской, Л. М. Малышев; конкурс Комитета содействия строительству при Леноблисполкоме; 1-я премия)
- Дом правительства Казахской ССР в Алма-Ате (соавторы: П. С. Дуплицкий; Л. М. Малышев)
- Дом правительства Украинской ССР в Харькове (конкурс; соавтор М. Д. Фельгер)
- Жилые дома рабочих на ул. Ткачей и ул. Бабушкина в Володарском районе Ленинграда (соавтор Л. М. Тверской)
- Жилмассив РЖСКТ «Ленинградский печатник» на площади Революции в Ленинграде (конкурс; 4-я премия; соавтор А. Г. Вальтер, при участии Н. Скворцовой, В. Соловьевой)
- Дом Советов Выборгского района в Ленинграде (1931 г.; конкурс; II-я премия; соавтор И. А. Вакс)
- Кировская теплоэлектростанция (с А. П. Бурышкиным, 1934)
- Штаб противовоздушной обороны в Ленинграде (Басков переулок, 16; 1936)
- Дом военно-морских офицеров (Ленинград, ул. Зайцева,7; 1939)
- Корреспондентский пункт и типография газеты «Правда» на Херсонской ул. в Ленинграде (1933—1934; полностью перестроено с частичным сносом в 2008)
- Жилой дом на Таврической улице в Ленинграде (1937—1938; при участии М. Э. Левейкина)
- Ансамбль площади Челюскинцев и начала Заневского проспекта в Ленинграде (1936—1941; при участии Н. Я. Брусиловского)
- Лужский железнодорожный вокзал (с А. П. Бурышкиным, 1944)
- Институт морской связи и телемеханики на территории Ленэкспо на Наличной улице, перестроен из довоенного здания в 1949 году
- Институт Советской торговли в Ленинграде (1950—1952, соавторы: А. С. Мартынов, И. М. Чайко)
- Перестройка здания Главного гидрографического управления ВМФ (Ленинград, Малоохтинский просп., 8; 1949—1951)
- Высшее Военно-морское училище подводного плавания (Ленинград, 12-я Красноармейская ул., 40; 1950—1956)
- Корпус Военно-морского госпиталя (Ленинград, просп. Газа, 2; 1958)